# Casetta mia
Casetta mia  è una canzone del 1944 scritta da Alfredo Bracchi e interpretata da Giovanni D'Anzi.
Fu scritta da Bracchi, paroliere di fiducia di D'Anzi, quando vide che la vecchia casa del cantante situata nei pressi della chiesa di San Carlo a Milano, era stata distrutta dai bombardamenti che colpirono la città dall'8 al 15 agosto 1943.
D'Anzi compose questa melodia dal pianoforte dell'abitazione di Bracchi, in ricordo della propria casa e di tutte quelle distrutte dai bombardamenti sul capoluogo Lombardo.